# Janette Nesheiwat
Janette Nesheiwat, née en 1976 à Carmel (New York), est une médecin américaine, désignée pour devenir la chirurgien général des États-Unis en novembre 2024.
Elle devient directrice médicale chez CityMD (en) en 2012. Elle acquiert une notoriété nationale en tant que contributrice médicale pour Fox News pendant la pandémie de Covid-19.

## Biographie

### Jeunesse et éducation
Janette Nesheiwat est née à Carmel, New York en 1976. Elle est la fille d'immigrants jordaniens chrétiens.
Elle est l'une des cinq enfants élevés par sa mère veuve, Hayat Nesheiwat. Ses frères et sœurs sont Julia Nesheiwat, Jaclyn Stapp, Dina Nesheiwat et Daniel Nesheiwat. Julia Nesheiwat sert comme conseillère à la sécurité intérieure durant la première administration Trump.
En 1982, la famille Nesheiwat déménage de New York à Umatilla, Floride. En février 1990, elle cause accidentellement la mort de son père lors d'un incident impliquant une arme à feu. En cherchant des ciseaux dans une boîte à pêche située au-dessus du lit paternel, elle fait basculer accidentellement le contenant, provoquant la chute d'une arme à feu qui, en touchant le sol, se décharge et blesse mortellement son père à la tête,,.
Janette Nesheiwat fréquente l'Umatilla High School avant d'obtenir un Bachelor of Science en biologie à l'université de Floride du Sud en 2000, tout en suivant des cours à la Stetson University.
Elle intègre également le programme de formation des officiers de réserve de l'armée américaine (ROTC) avant de décider de poursuivre des études de médecine,. Elle est diplômée de l'American University of the Caribbean School of Medicine. Elle termine ensuite un programme de résidence en médecine familiale à l'University of Arkansas for Medical Sciences en 2009.

### Carrière
Nesheiwat est une médecin certifiée en médecine familiale,. Elle rejoint CityMD en 2012, un réseau de centres de soins urgents à New York et au New Jersey, où elle devient directrice médicale,.
Elle devient contributrice médicale pour Fox News au début de la pandémie de Covid-19, ce qui lui permet d'acquérir une notoriété nationale,,.
Elle a écrit un livre intitulé Beyond the Stethoscope: Miracles in Medicine, dont la publication est prévue pour le 17 décembre 2024.
Elle est nommée chirurgienne générale des États-Unis par le président élu Donald Trump en novembre 2024. Son parcours professionnel est jugé peu conventionnel pour ce poste traditionnellement occupé par des experts en santé publique ou des épidémiologistes,

## Prises de position
D'abord favorable à la vaccination contre la Covid-19, elle s'oppose à son inclusion dans le calendrier vaccinal des enfants fin 2022,. Elle prend position en faveur de l'hydroxychloroquine contre la Covid-19.
Elle est critique des traitements médicaux pour les jeunes souffrant de dysphorie de genre, s'opposant ainsi au consensus des principales organisations médicales américaines sur les soins d'affirmation de genre,.